# Piergiorgio Bucci
Piergiorgio Bucci (L'Aquila, 18 de agosto de 1975) es un jinete italiano que compitió en la modalidad de salto ecuestre. Ganó una medalla de plata en el Campeonato Europeo de Saltos Ecuestres de 2009, en la prueba por equipos.

## Palmarés internacional
| Campeonato Europeo | Campeonato Europeo    | Campeonato Europeo | Campeonato Europeo |
| Año                | Lugar                 | Medalla            | Categoría          |
| ------------------ | --------------------- | ------------------ | ------------------ |
| 2009               | Windsor (Reino Unido) | Medalla de plata   | Por equipos        |